# Шелли, Джаз
Жасмин «Джаз» Памела Шелли (англ. Jazmin "Jaz" Pamela Shelley; род. 13 мая 2000 года в Траралгоне, Виктория, Австралия) — австралийская профессиональная баскетболистка, которая выступает за клуб женской национальной баскетбольной лиги «Джелонг Юнайтед». Была выбрана на драфте ВНБА 2024 года в третьем раунде под двадцать девятым номером командой «Финикс Меркури». Играет на позиции разыгрывающего защитника.
В составе национальной сборной Австралии завоевала бронзовые медали чемпионата Азии 2021 года в Иордании, стала победительницей чемпионата Океании среди девушек до 16 лет 2015 года в Новой Зеландии и чемпионата Океании среди девушек до 18 лет 2016 года в Фиджи, а также чемпионата мира 2016 года среди девушек до 17 лет в Испании, стала серебряным призёром чемпионата мира 2019 года среди девушек до 19 лет в Таиланде, а также бронзовым призёром чемпионата Азии 2018 года среди девушек до 18 лет в Индии, кроме того принимала участие на чемпионате мира 2017 года среди девушек до 19 лет в Италии.

## Ранние годы
Джаз родилась 13 мая 2000 года в небольшом городке Траралгон (штат Виктория) в семье Фила и Кэролин Шелли, у неё есть два брата, Люк и Остин, и сестра, Сэм, а училась в колледже Бервика, в котором выступала за местную баскетбольную команду.

## Профессиональная карьера
16 марта 2018 года Джаз Шелли подписала любительский договор с клубом женской национальной баскетбольной лиги «Мельбурн Бумерс» на сезон 2018/2019 годов. «Бумерс» по итогам регулярного чемпионата заняли второе место, что помогло им пробиться в финалы ЖНБЛ, где в первом раунде они проиграли клубу «Аделаида Лайтнинг» со счётом 0:2. В этом сезоне Шелли провела 8 встреч, набирая по 1,8 очков, 0,5 подбора и 0,8 передачи в среднем за игру, а также реализуя 35,7 % бросков с игры, 33,3 % дальних бросков и 50,0 % штрафных, за что по его итогам она была признана новичком года.
24 мая 2024 года Джаз Шелли подписала контракт с командой «Балларат Майнерс» из NBL1 South на оставшуюся часть сезона NBL1 2024 года. За это время Джаз успела провести 12 матчей, набирая по 12,6 очка, 5,8 подбора, 4,7 передачи и 1,8 перехвата в среднем за игру.
5 июня 2024 года Шелли подписала соглашение с командой ЖНБЛ «Джелонг Юнайтед» на сезон 2024/2025 годов. По его итогам «Юнайтед» заняли лишь седьмое место, а Джаз провела 20 матчей, 15 из них в стартовом составе, набирая по 11,0 очков, 3,0 подбора и 3,6 передачи в среднем за игру, также реализуя 34,6 % бросков с игры, 26,2 % бросков из-за дуги и 82,4 % штрафных.
В 2024 году Джаз Шелли выставила свою кандидатуру на драфт ВНБА, на котором была выбрана в третьем раунде под общим двадцать девятым номером командой «Финикс Меркури», но в женской национальной баскетбольной ассоциации ещё не играла.